# Volumen ProIIIbido
Volumen prohibido, también conocido  como Volumen proIIIbido o Vol. III, es el tercer álbum del grupo mexicano de Rap, Cartel de Santa.

## Lista de canciones
| N.º | Título                                | Duración |  |
| 1.  | «Mira quien vuelve al 100»            | 2:52     |  |
| 2.  | «Cheka wey» (ft. Mery Dee)            | 3:14     |  |
| 3.  | «La ranfla del Cartel»                | 3:38     |  |
| 4.  | «Déjate caer»                         | 3:46     |  |
| 5.  | «Hey si me ven»                       | 3:43     |  |
| 6.  | «México lindo y bandido»              | 3:09     |  |
| 7.  | «2 mujeres en mi cama»                | 3:43     |  |
| 8.  | «Si son bien jotos» (ft. Mr. Pomel)   | 5:18     |  |
| 9.  | «Yo me la Pérez Prado»                | 3:03     |  |
| 10. | «Conexión vieja escuela» (Ft. Sinful) | 3:55     |  |
| 11. | «Súbele a la greibol»                 | 3:42     |  |
| 12. | «Ahora si voy a lokear»               | 5:19     |  |

- Datos: Q5397936